# Opole Lubelskie
Opole Lubelskie là một thị trấn thuộc huyện Opolski, tỉnh Lubelskie ở đông-nam Ba Lan. Thị trấn có diện tích 15 km². Đến ngày 1 tháng 1 năm 2011, dân số của thị trấn là 8649 người và mật độ 572 người/km².